# Johanna Klier

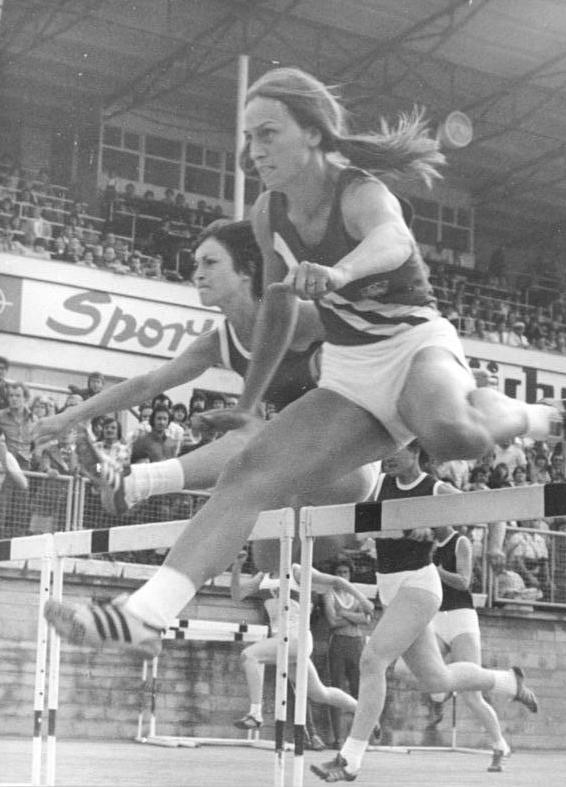
Johanna Schaller (vorn) 1977

Johanna Klier (geb. Schaller; * 13. September 1952 in Artern) ist eine ehemalige deutsche Leichtathletin, die für die DDR startete.

## Leben
Johanna Klier wurde als Tochter von Karlheinz und Margot Schaller geboren, wuchs in Nordhausen auf, begann bei der BSG Lok Nordhausen ihre sportliche Laufbahn und ist eine ehemalige deutsche Hürdenläuferin, die auf ihrer Spezialstrecke, dem 100-Meter-Hürdenlauf, 1976 für die DDR startend Olympiasiegerin wurde.
1976, 1977, 1978 und 1980 wurde sie DDR-Meisterin; 1978 Europameisterin im 100-Meter-Hürdenlauf und Halleneuropameisterin im 60-Meter-Hürdenlauf.
Bei den Olympischen Spielen 1976 in Montréal gewann sie die Goldmedaille im 100-Meter-Hürdenlauf vor Tatjana Anissimowa und Natalja Lebedjewa aus der Sowjetunion. Bei den Olympischen Spielen 1980 in Moskau gewann sie als Johanna Klier die Silbermedaille hinter Wera Komissowa aus der UdSSR und vor der Polin Lucyna Langer.
Johanna Klier ist 1,75 m groß und wog in ihrer aktiven Zeit 66 kg.

## Auszeichnungen
- 1976 – Vaterländischer Verdienstorden in Silber[1]
- 1980 – Vaterländischer Verdienstorden in Bronze[2]